# Комарська сільська рада (Україна)
Кома́рська сільська́ ра́да — орган місцевого самоврядування Комарської сільської громади у Волноваському районі Донецької області.

## Склад ради
Рада складалася з 18 депутатів та голови.

## Керівний склад сільської ради
| ПІБ                   | Основні відомості                                                                       | Дата обрання | Дата звільнення |
| --------------------- | --------------------------------------------------------------------------------------- | ------------ | --------------- |
| Серафимов Євген Ілліч | Сільський голова, 1955 року народження, освіта, член Партії регіонів                    | 26.03.2006   | 31.10.2010      |
| Серафимов Євген Ілліч | Сільський голова, 1955 року народження, освіта середня спеціальна, член Партії регіонів | 31.10.2010   |                 |

Примітка: таблиця складена за даними джерела